# Calidad
La calidad es una propiedad inherente de cualquier cosa que permite que la misma sea valorada con respecto a cualquier otra de su misma especie. La palabra calidad es relativa. De forma básica, se refiere al conjunto de propiedades inherentes a un objeto que le confieren capacidad para satisfacer necesidades implícitas o explícitas. Por otro lado,  la calidad de un producto o servicio es la percepción que el cliente tiene del mismo, es una fijación mental del consumidor que asume conformidad con dicho producto o servicio y la capacidad del mismo para satisfacer sus necesidades. Por tanto, debe definirse en el contexto que se esté considerando, por ejemplo, la calidad del servicio postal, del servicio dental, del producto, de vida, etc. Es la capacidad de un producto o servicio para satisfacer las necesidades del usuario. La calidad es interna o externa. La calidad interna es la que permanece dentro de la empresa es decir  un producto poco demandado y alcanzada en un vínculo con el proveedor y la calidad externa le pertenece al proveedor lo cual es el responsable de la mala demanda y es finalmente percibida o vista como un error

## Definiciones desde una perspectiva de producción
La calidad es el grado en que un producto cumple con las especificaciones del diseño. Las especificaciones son los valores deseados por la empresa de determinadas características del bien o servicio teniendo en cuenta los requisitos del cliente. El concepto es subjetivo ya que influye la conformidad del cliente con el producto. Deben cumplir ciertas normas para comercializarse y certificar estándares de calidad. La calidad es una propiedad inherente del sistema de producción o de operaciones empleado, a mayor madurez más cerca se estará de cumplir con los requisitos del cliente. Dentro de los sistemas de producción Monozukuri, Lean Manufacturing y Sistema de producción Toyota la medición de la calidad se considera un indicador táctico, en conjunto con el plazo de ejecución y los costos.

## Definiciones trascendentes
Significa buscar un estándar más alto en vez de estar satisfecho con el mediocre. Es una cualidad innata, característica absoluta y universalmente reconocida. 

## Definiciones desde una perspectiva de producto
Es diferenciarse cualitativamente y cuantitativamente respecto de algún atributo requerido. Es la cantidad de un atributo no cuantificable monetariamente que contiene cada unidad. 

## Desde una perspectiva de usuario
La capacidad de satisfacer los deseos de los consumidores. Es adecuación al uso. Depende de cómo esta responda a las preferencias de los clientes.  

## Desde una perspectiva de valor
Son las virtudes y cualidades que debe reunir un producto o servicio. La calidad significa aportar valor al cliente, esto es, ofrecer unas condiciones de uso del producto o servicio superiores a las que el cliente espera recibir y a un precio accesible.
También la calidad se refiere a minimizar las pérdidas que un producto pueda causar en la sociedad humana y el grado en que la satisfacción del cliente se mantiene.
Una visión actual del concepto de calidad indica que calidad es entregar al cliente no lo que quiere, sino lo que nunca se había imaginado que quería y que una vez que lo obtenga, se dé cuenta que era lo que siempre había querido.

## Definiciones formales
Otras definiciones de organizaciones reconocidas y expertos del mundo de la calidad son:
- Norma ISO 9000: la calidad es el grado en el que un conjunto de características inherentes a un objeto (producto, servicio, proceso, persona, organización, sistema o recurso) cumple con los requisitos.[2]
- Real Academia Española: propiedad o conjunto de propiedades inherentes a una cosa que permiten apreciarla como igual, mejor o peor que las restantes de su especie. Muy similar a como la define la ISO 9001
- Philip Crosby: la calidad es cumplimiento de requisitos de un cliente.[3]
- Joseph Juran: la calidad es adecuación al uso del cliente. Solamente centrada en el uso la cual es sólo un aspecto.[4]
- Armand V. Feigenbaum: es el grado de satisfacción de las expectativas del cliente.[5]
- Genichi Taguchi: es el nivel de pérdidas (monetarias) que el producto o servicio ocasiona a la sociedad desde que es expedido.[6]
- William Edwards Deming: es la satisfacción que le produce al cliente.[7]
- Walter A. Shewhart: la calidad es el resultado de la interacción de dos dimensiones: dimensión subjetiva (lo que el cliente quiere) y dimensión objetiva (lo que se ofrece). Denotando la importancia de la subjetividad en el proceso.[8]

Nunca se debe confundir la calidad con niveles superiores de atributos del producto o servicio, sino con la obtención regular y permanente de los atributos del bien ofrecido que satisfaga a los clientes para los que ha sido diseñado. Se obtiene esta información a partir de las quejas de los clientes.

## Factores relacionados con la calidad
Para conseguir un elevado grado de calidad en el producto o servicio hay que tener en cuenta tres aspectos importantes (dimensiones básicas de la calidad):
1. Dimensión técnica: engloba los aspectos científicos y tecnológicos que afectan al producto o servicio.
2. Dimensión humana: son las relaciones entre clientes y empresas.
3. Dimensión económica: intenta minimizar costos tanto para el cliente como para la empresa.

Para ello se debe establecer la cantidad justa y deseada de producto que hay que fabricar y que se ofrece. El precio exacto del producto y distribuirlos rápidamente. Además se deben atender las consultas lo más rápido.

## Parámetros de la calidad
- Calidad de diseño: es el grado en el que un producto o servicio se ve reflejado en su diseño.
- Calidad de conformidad: Es el grado de fidelidad con el que es reproducido un producto o servicio respecto a su diseño.
- Calidad de uso: el producto ha de ser fácil de usar, seguro, fiable, etc.
- El cliente es el nuevo objetivo: las nuevas teorías sitúan al cliente como parte activa de la calificación de la calidad de un producto, intentando crear un estándar en base al punto subjetivo de un cliente. La calidad de un producto no se va a determinar solamente por parámetros duramente objetivos sino incluyendo las opiniones de un cliente que usa determinado producto o servicio.

## Conceptos básicos en la normalización de la calidad

### Objetivos de la normalización
Persigue conseguir los siguientes objetivos:
- Poseer un proceso conciso con características mínimas.
- Cumplir con normas de higiene y seguridad.
- Proteger los intereses de los consumidores y generales de la sociedad para que el producto tenga una amplia aceptación.
- Abaratar costos generales. Para ello, hay que definir la cantidad deseada a producir, el precio exacto y planear la logística para distribuirlo.

### Campos aplicables de normalización
- Herramientas analíticas. Se deben normalizar las herramientas metodológicas referentes a la calibración de los equipos y los materiales utilizados referentes a la parte instrumental.
- Productos.
- Máquinas.
- Gestión de la Calidad de Productos y Sistemas.
- Gestión Medioambiental.
- Gestión de riesgos en el trabajo.
- Gestión de la Seguridad de la Información.
- Datos. Estos se conforman por los resultados de los ensayos que se obtienen a partir de los procesos de medida químicas (PMQs).
- Gestión de las Actividades de análisis, ensayo y calibración. Se deben gestionar el trabajo individual y la organización como un conjunto.
- Gestión de las Actividades de Inspección.
- Prestación de un Servicio.
- Gestión del proceso.

## Infraestructura de la calidad
En 1957 se funda en Europa la Organización Europea para la Calidad (EOQ). En 1988 se crea la Fundación Europea para la Gestión de la Calidad (EFQM) con el objetivo de promover la Gestión de la Calidad Total. Los organismos más importantes en Europa son:
1. Organismos de Normalización:
- CEN (Comité europeo de normalización),
- CENELEC (Comité europeo de normalización electrotécnica)
- ETSI (Instituto europeo de normas de telecomunicación).

2. Organismos de Acreditación Europea (EA)
3. Organismo de Control y Certificación (EOTC).
4. Organismo de Metrología (EUROMET).
5. Infraestructura de la calidad en España (MINER): El Ministerio de Industria y Energía (MINER) es el encargado de revisar y adaptar la infraestructura para la calidad y la seguridad industrial. Esta infraestructura puede estar constituida por:
- Organismos de normalización
- Entidades de acreditación (ENAC en España):
- Entidades de acreditación (UKAS en Reino Unido - La de mayor reconocimiento internacional según los acuerdos EA-1/06 ):
  - Certificación y registro (registro y validación telemática del estado de la certificación):
    - Certificación de sistemas de gestión.
    - Certificación de Productos.
    - Certificación de Servicios.
    - Certificación de Personas.

6. Laboratorios de Ensayo.
7. Laboratorios de calibración.
8. Entidades Auditoras y de Inspección.
- Página web de AENOR
- GlobalGROUP España
- LRQA Business Assurance
- DNV España

Nota: Latin American Quality Institute es el organismo Latinoamericado encargado y responsabilizado por la ONU de celebrar oficialmente para Latinoamérica el "World Quality Day". Latin American Quality Week es el principal evento realizado en Latinoamérica para aquellos que han asumido la Calidad Total como misión. Celebrado en la segunda semana de noviembre. Culmina con la entrega del ambicionado "Latin American Quality Awards". Daniel Maximilian Da Costa, CEO de este organismo, es un profesional con más de 10 años de trayectoria en el ámbito de la Calidad Total.

## Gestión interna y aseguramiento de la calidad
El aseguramiento de la Calidad se podría definir como aquellas acciones que hacen que un producto o servicio cumpla con unos determinados requisitos de calidad. 
Si estos requisitos de calidad reflejan completamente las necesidades de los clientes se podrá decir que se cumple el aseguramiento de la calidad.

### Aseguramiento de la calidad
El aseguramiento de la calidad, se puede definir como el esfuerzo total para plantear, organizar, dirigir y controlar la calidad en un sistema de producción con el objetivo de dar al cliente productos con la calidad adecuada. Es simplemente asegurar que la calidad sea lo que debe ser.
- En las industrias manufactureras se crearon y refinaron métodos modernos de aseguramiento[9] de la calidad. La introducción y adopción de programas de aseguramiento de la calidad en servicios, ha quedado a la zaga de la manufactura, quizá tanto como una década.
- Los administradores de organizaciones de servicio por costumbre han supuesto que su servicio es aceptable cuando los clientes no se quejan con frecuencia. Sólo en últimas fechas se han dado cuenta de que se puede administrar la calidad del servicio como arma competitiva.
- Aseguramiento de la calidad en manufactura: Garantizar la calidad de manufactura está en el corazón del proceso de la administración de la calidad. Es en este punto, donde se produce un bien o servicio, donde se "ínter construye" o incorpora la calidad.
- La administración o Serénela general, en las que están los grupos de finanzas y ventas, tiene la responsabilidad general de planear y ejecutar el programa de aseguramiento de la calidad.

#### Sistema de aseguramiento interno o de gestión interna de la calidad
Las normas que recogen las directrices para implantar sistemas de aseguramiento interno de la calidad son:
- UNE*EN*ISO 9000 “Sistemas de la calidad. Normas para la Gestión de la    Calidad y el aseguramiento de la Calidad”.
- UNE*EN*ISO 9004 “Gestión de la Calidad y elemento de un Sistema de la Calidad”.
- LAQI 1000 "Latin American Quality Institute - Instituto de Desarrollo de Normas y Padrones de Calidad más importante de Latinoamérica" Latin American Quality Institute certifica a los Gerentes de Calidad de las principales organizaciones latinoamericanas con el certificado de "Quality Assurance Manager".

#### Sistema de aseguramiento externo
Razones para asegurar la calidad externamente:
- Mejoramiento interno.
- Razones comerciales “marketing”.
- Control y desarrollo de proveedores.
- Exigencias legales o de nuestros clientes.
- Como primer paso hacia una Gestión Excelente.

### Calidad en el diseño y en el producto
Para obtener productos y servicios de calidad, debemos asegurar su calidad desde el momento de su diseño. Un producto o servicio de calidad es el que satisface las necesidades del cliente, por esto, para desarrollar y lanzar un producto de calidad es necesario:
- Conocer las necesidades del cliente.
- Diseñar un producto o servicio que cubra esas necesidades.
- Realizar el producto o servicio de acuerdo al diseño.
- Conseguir realizar el producto o servicio en el mínimo tiempo y al menor costo posible.

#### Diseño
El diseño de un nuevo producto se puede resumir en estas etapas:
- Elaboración del proyecto: su Calidad dependerá de la viabilidad de fabricar y producir el producto según las especificaciones planificadas.
- Definición técnica del producto: dicha definición se puede llevar a cabo mediante una actividad planificada, utilizando alguna técnica como AMFE o aplicando normas para diseño como las ECSS.
- Control del proceso de diseño: el proceso de diseño debe ser controlado, para asegurarnos que los resultados son los especificados.

#### Producto
Producto: Es el resultado de un proceso en el que participan varias actividades interrelacionados
Para evaluar la calidad de un producto se puede contar con estos indicadores:
- La calidad de conformidad: es la medida en que un producto se corresponde con las especificaciones diseñadas, y concuerda con las exigencias del proyecto.
- La calidad de funcionamiento: indica los resultados obtenidos al utilizar los productos fabricados.

### Calidad en las compras
Es necesario asegurar la calidad en las compras para garantizar que los productos o servicios adquiridos cumplen los requisitos necesarios. La mejor manera de garantizar la calidad en productos y servicios es basarse en la responsabilidad del proveedor, para fabricar un buen producto y aportar las pruebas de calidad correspondientes.

#### Evaluación de proveedores
La calidad de los productos o servicios de una organización depende en una importante medida de sus proveedores. Para desarrollar nuevos productos y servicios con un alto grado de fiabilidad, es imprescindible que el proveedor colabore desde la fase inicial de desarrollo.
Es importante tener en cuenta que un proveedor bien estimulado y apoyado por la organización, puede dar una contribución insustituible de creatividad e innovación tecnológica en nuevos productos y servicios y además puede trabajar activamente para reducir continuamente los costos.

#### Verificación de los productos adquiridos
El control de recepción consiste en verificar que los productos o servicios adquiridos tienen la calidad deseada, y cumplen las especificaciones. La verificación es una forma muy sencilla de detectar los productos defectuosos, pero sin embargo se tiende a la desaparición de ésta debido a los inconvenientes que lleva asociados:
- Grandes costes que no mejoran la calidad del producto (no aporta un valor añadido al producto producido por una mala verificación cuando no se posee un modelo o patrón de comparación como normas).
- En algunos casos la empresa no cuenta con los sistemas necesarios para inspeccionar ciertas características de los productos.
- La inspección del 100 % de los productos recibidos no asegura que todos los productos aprobados estén libres de defectos, es por tal motivo que para grandes lotes se debe de realizar muestreos representativos, a veces sugeridos, a veces impuestos.
- Hay casos en los que el propio control cuando se hace parte del proceso de producción puede provocar defectos, es importante el mantener la distancia e independencia para la verificación.

#### Calidad concertada
Es el acuerdo establecido entre el comprador y el proveedor, según el cual, se atribuye al proveedor una determinada responsabilidad sobre la calidad de los lotes suministrados, que deben satisfacer unos niveles de calidad previamente convenidos. Este acuerdo conviene firmarlo en forma de contrato.

### Calidad en la producción
Es realizar las actividades necesarias para asegurar que se obtiene y mantiene la calidad requerida, desde que el diseño del producto es llevado a fábrica, hasta que el producto es entregado al cliente para su utilización. Los objetivos principales del aseguramiento de la calidad en la producción son:
- Minimizar costos.
- Maximizar la satisfacción del cliente.

#### Planificación del control de la calidad en la producción
La planificación del control de la calidad en la producción es una de las actividades más importantes ya que es donde se define:
- Los procesos y trabajos que se deben controlar para conseguir productos sin fallos.
- Los requisitos y forma de aceptación del producto que garanticen la calidad de los mismos.
- Los equipos de medida necesarios que garanticen la correcta comprobación de los productos.
- La forma de hacer la recogida de datos para mantener el control y emprender acciones correctoras cuando sea necesario.
- Las necesidades de formación y entrenamiento del personal con tareas de inspección.
- Las pruebas y supervisiones que garanticen que estas actividades se realizan de forma correcta y que el producto está libre de fallo.

#### Verificación de los productos
La verificación del producto, servicio o proceso hay que considerarla como una parte importante  del control de producción, pudiendo encontrar tres tipos:
- Inspección y ensayos de entrada de materiales.
- Inspección durante el proceso.
- En los productos acabados.

#### Control de los equipos de inspección, medida y ensayo
Algunas de las actividades necesarias para asegurar un buen control de los equipos de medición y ensayo son:
- Elaborar un inventario.
- Elaborar un plan anual de calibración.
- Controlar las calibraciones y establecer las trazabilidades.
- Realizar un mantenimiento preventivo y predictivo de los equipos.
- Gestionar los equipos.
- Identificar las medidas que se realizarán y la exactitud que se requerirá para ello.

### Gestión de la calidad en los servicios
Una de las primeras acciones en la calidad de servicio, es averiguar quiénes son los clientes, qué quieren y esperan de la organización. Solo así se podrán orientar los productos y servicios, así como los procesos, hacia la mejor satisfacción de los mismos.
- Latin American Quality Institute (LAQI): en Latinoamérica es el Instituto que se encarga de las certificaciones oficiales en Calidad Total así como los encargados de realizar el World Quality Day en Latinoamérica. Daniel Maximilian Da Costa, CEO de este Organismo lleva adelante numerosos proyectos de apoyo al desarrollo de la calidad total en las empresas así como desarrollo proyectos de Responsabilidad Social y Preservación del Medio Ambiente en los países donde LAQI mantiene presencia.

#### El servicio de calidad al cliente
Calidad es entender que el cliente es quien define la calidad de nuestro servicio. Obsesionarse por complacer a los clientes y no contentarse solo con (librarlos de sus problemas inmediatos), es un proceso que involucra a todos los empleados. La calidad se asegura desde el momento inicial en que se obtienen los insumos; la calidad no se controla, se produce a partir del trabajo diario en forma responsable, se sustenta en la previsión y no en la detección de fallas y errores. Es el conjunto de prestaciones que el cliente espera, además del producto o el servicio básico. Para dar el mejor servicio se debe considerar el conjunto de prestaciones que el cliente quiere:
- El valor añadido al producto.
- El servicio en sí.
- La experiencia del negocio.
- La prestación que otorga al cliente.

#### Necesidades básicas del cliente
Las principales necesidades básicas de un cliente son:
- Ser comprendido.
- Sentirse bienvenido.
- Sentirse importante.
- Sentir comodidad.
- Sentir confianza.
- Sentirse escuchado.
- Sentirse seguro.
- Sentirse valioso.
- Sentirse satisfecho.
- Sentirse integrado

#### La importancia de la gestión de la calidad del servicio
La importancia de la calidad en el servicio se puede entender por las siguientes razones:
- Crecimiento de la industria del servicio.
- Crecimiento de la competencia.
- Mejor conocimiento de los clientes.
- Calidad de servicio hacia el cliente, quedando satisfecho según su perspectiva.

#### El servicio de atención al cliente
Para poder realizar una adecuada atención al cliente se debe:
- Identificar quienes son los clientes.
- Agruparlos en distintos tipos.
- Identificar las necesidades de los clientes, así como saber donde y como lo quieren los clientes además del aumento en cuanto a la productividad, es esencial para toda empresa.

### La calidad de los datos comofactor crítico de éxitode los sistemas de información
La calidad de los datos, la falta de calidad de los datos es uno de los principales problemas a los que se enfrentan los responsables de sistemas de información y las empresas en general, pues constituye uno de los problemas "ocultos" más graves y persistentes en cualquier organización en el mundo.
Es por este motivo de suma importancia el verificar  la autenticidad  y veracidad de la fuente de datos electrónica, así como hacer un poco de trabajo de investigación  para saber que tanto el autor conoce y ha trabajado con el tema tratado. También tenemos que tomar  en cuenta que tan actualizada y relevante es la información al momento de la consulta.
Por último sería de gran utilidad generar un organismo que regule las aportaciones sin dañar la libertad de expresión, pero teniendo algún tipo de etiquetado electrónico  para diferenciar las aportaciones  profesionales  de las opiniones personales sin sustento.

### Modelos de Madurez de la Calidad
Un Modelo de Madurez de capacidades es considerado como una representación simplificada de los elementos esenciales de los procesos eficaces, (Paulk, Curtis, Chrissis & Weber, 1996), este concepto fue tocado por primera vez por Crosby (1979) en su representación del Cuadro de Madurez de la Gestión de la Calidad o Quality Management Maturity Grid, (QMMG) y tiene como base los conceptos de control estadístico de procesos y mejora continua desarrollados por Shewhart (Paulk, Curtis, Chrissis & Weber, 1996)
EL QMMG fue introducido como una forma sencilla de que los gerentes puedan determinar la situación actual de sus procesos respecto a la Gestión de la Calidad y determinar por medio de los niveles de madurez el beneficio esperado de trabajar en la prevención y mejora continua. Actualmente se denomina como Modelo de Capacidad y Madurez.